# 毛祥
毛祥（1408年—？），字原吉，河南汝寧府西平縣人，明朝政治人物。

## 生平
河南鄉試第十九名。正統四年（1439年）己未科進士。授湖廣京山縣知縣，升岳州府知府。兩任均滿九年。楚民詣闕，奏留三年。遷雲南布政司參政，未任卒。

## 家族
曾祖父毛成甫。祖父毛貴。父亲毛鵬霄，曾任邠州知州。